# دومینیک فوموسا
دومینیک فوموسا (انگلیسی: Dominic Fumusa؛ زادهٔ ۱۳ سپتامبر ۱۹۶۹) یک هنرپیشه اهل ایالات متحده آمریکا است.
از فیلم‌ها یا برنامه‌های تلویزیونی که وی در آن نقش داشته‌است می‌توان به پاکسازی ، تمرکز و ۱۳ ساعت: سربازان مخفی بنغازی اشاره کرد.